# Brumoides suturalis
Brumoides suturalis är en skalbaggsart som först beskrevs av Fabricius 1798.  Brumoides suturalis ingår i släktet Brumoides och familjen nyckelpigor. Inga underarter finns listade i Catalogue of Life.

## Bildgalleri

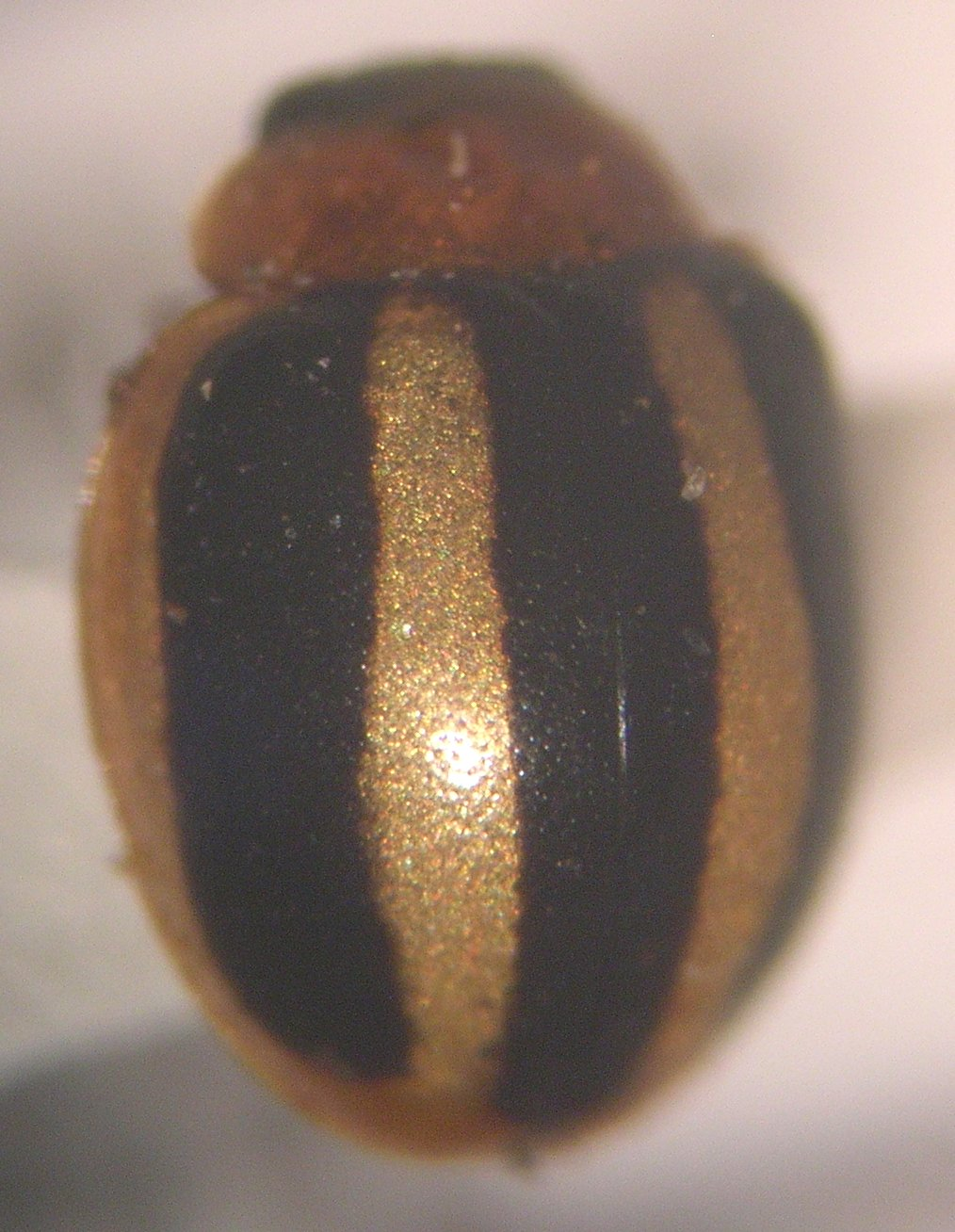
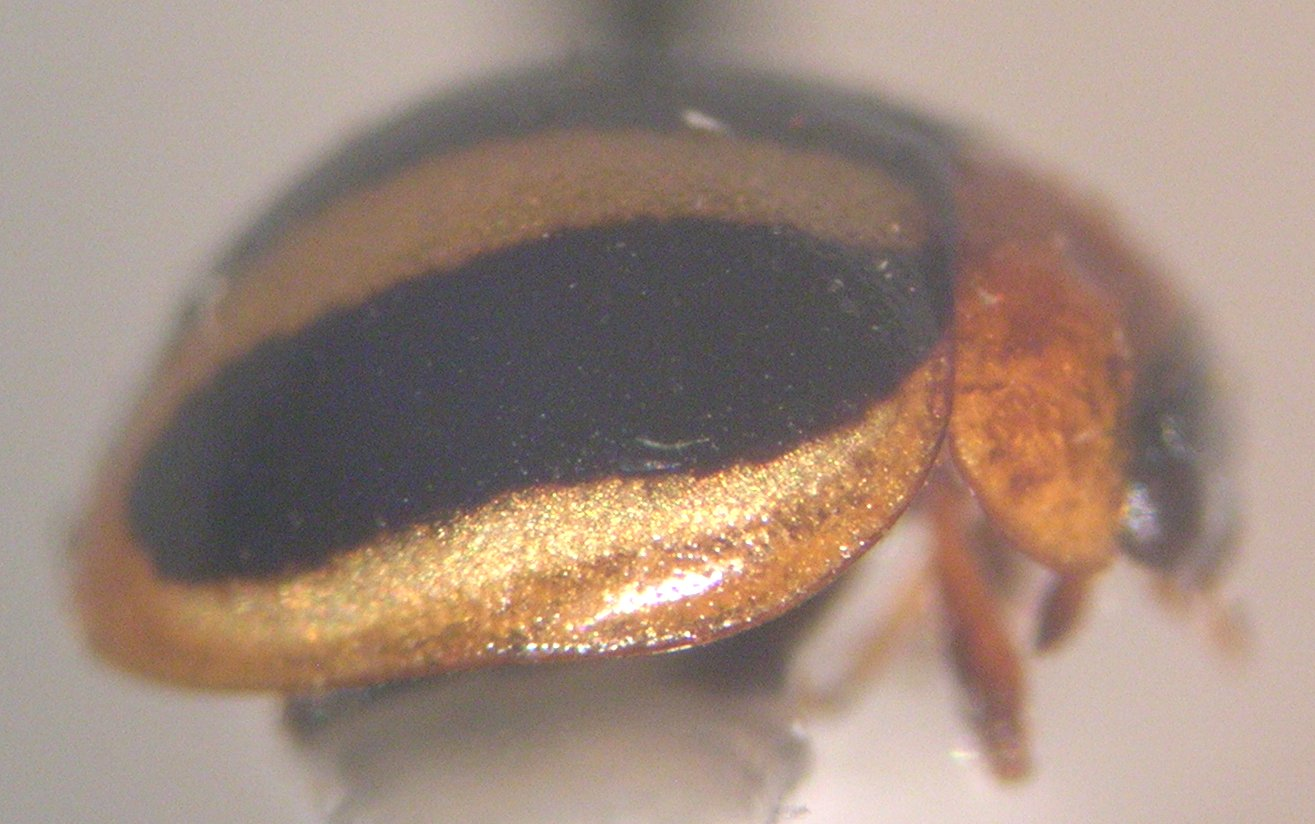